# 국립 아카데미
국립 아카데미(國立 - , 영어: national academy)는 국가의 재정 지원과 승인을 받으면서, 학술 연구 활동을 조정하고 학문 활동의 표준을 마련하는 기관이다. 대부분의 경우 자연과학에 관하여 설립되지만 인문학 한림원도 국립으로 설치될 때도 있다. 대개 한 국가의 전국구 학회가 그 분야의 한림원 역할을 하거나 한림원과 공조하는 관계를 갖는다.
각국의 국립 한림원들은 국가간 학문 교환과 협조에 있어 중요한 조직적 역할을 맡는다. 국립 한림원들의 협력 조직으로 국제한림원연합회가 있다.

## 같이 보기
- 국제과학위원회